# Etchingham
Etchingham è una cittadina di 766 abitanti della contea dell'East Sussex, in Inghilterra.
Diede i natali al nobile John FitzAlan, I barone Arundel.